# Sibirischer Trakt

Routenverlauf des Sibirischen Trakts im 18. Jahrhundert (grün) und im frühen 19. Jahrhundert (rot), mit heutigen Staatsgrenzen

Der Sibirische Trakt (Сибирский тракт; Sibirsky trakt), in Sibirien auch Moskauer Trakt (Московский тракт, Moskovsky trakt) genannt, war eine alte Heer- und Handelsstraße, die quer durch Sibirien führte und bei Wladiwostok den Pazifischen Ozean erreichte. Vereinfachend wird zeitweise auch von der Teestraße gesprochen.
Im November 1689 erschien ein Erlass des russischen Zaren, in dem der Bau einer Straßenverbindung nach Sibirien gefordert wurde. Dieser Befehl wurde durch die Unterzeichnung des Vertrags von Nertschinsk möglich, in dem territoriale Streitigkeiten zwischen China und Russland gelöst wurden. Nach der Klärung dieser Fragen wurden ältere Routen des Teehandels weiter nach Norden verschoben, wo sie stärker durch Russland oder China kontrolliert werden konnten. Tatsächlich wurde der Bau jedoch erst im Jahr 1730 begonnen, und zur Mitte des 18. Jahrhunderts vollendet. Noch heute folgen verschiedene Fernstraßen in Sibirien mehr oder weniger eng dem alten Verlauf des Sibirischen Traktes. Auch Ausfallstraßen aus größeren Städten tragen offiziell oder umgangssprachlich an diese Bezeichnung angelehnte Namen („Irkutsker Trakt“, „Moskauer Trakt“ usw.).
Die Bedeutung als Handelsweg ließ nach, als andere Verkehrsmittel den Transport übernahmen. 1860 öffnete die Pekinger Konvention zwischen der Qing-Dynastie und den Westmächten die chinesischen Seehäfen. Mit der Vollendung der Sibirischen Eisenbahn 1905 wurde schließlich der Transport mit Pferden überflüssig und die Handelsroute verlagerte sich vom vormaligen Knotenpunkt der Teestraße Kjachta nach Nischni Nowgorod.

## Streckenführung
Der Sibirische Trakt begann bei Tjumen und führte über Ischim, Tjukalinsk, Omsk, und Kainsk (das heutige Kuibyschew) nach Kolywan, wo er den Ob überquerte. Nach 1611 km war Tomsk erreicht. In Omsk treffen auch die Straßen von Orenburg, Akmolinsk (der heutigen kasachischen Hauptstadt Astana) und Semipalatinsk zusammen, während von Tomsk eine Straße nach Barnaul führt. Während der Navigationsperiode legten die Waren die Strecke Tjumen-Tomsk auf Wasserwegen zurück, und zwar auf den Flüssen Tura, Tobol, Irtysch, Ob und Tom.
Die östliche Hälfte des sibirischen Traktes begann in Tomsk und führte über Mariinsk, Atschinsk, Krasnojarsk, Kansk, Nischneudinsk nach Irkutsk (1663 km). Bei Krasnojarsk mündeten die Wege von Jenisseisk und Minussinsk ein. Von Irkutsk führte der Hauptweg um den Baikalsee nach Werchne-Udinsk (das heutige Ulan-Ude), von wo die Südroute nach Kjachta an der chinesischen Grenze führte, und die nördliche nach Tschita, Stretensk (das heutige Sretensk), dann auf der Schilka und dem Amur über Blagoweschtschensk, Chabarowka (das heutige Chabarowsk), nach Nikolajewsk bzw. von Chabarowka auf dem Ussuri und dem Sungari bis Wladiwostok.
Die Gesamtentfernung von Tjumen bis Wladiwostok betrug auf dieser Route 7793 km.

## Bedeutung

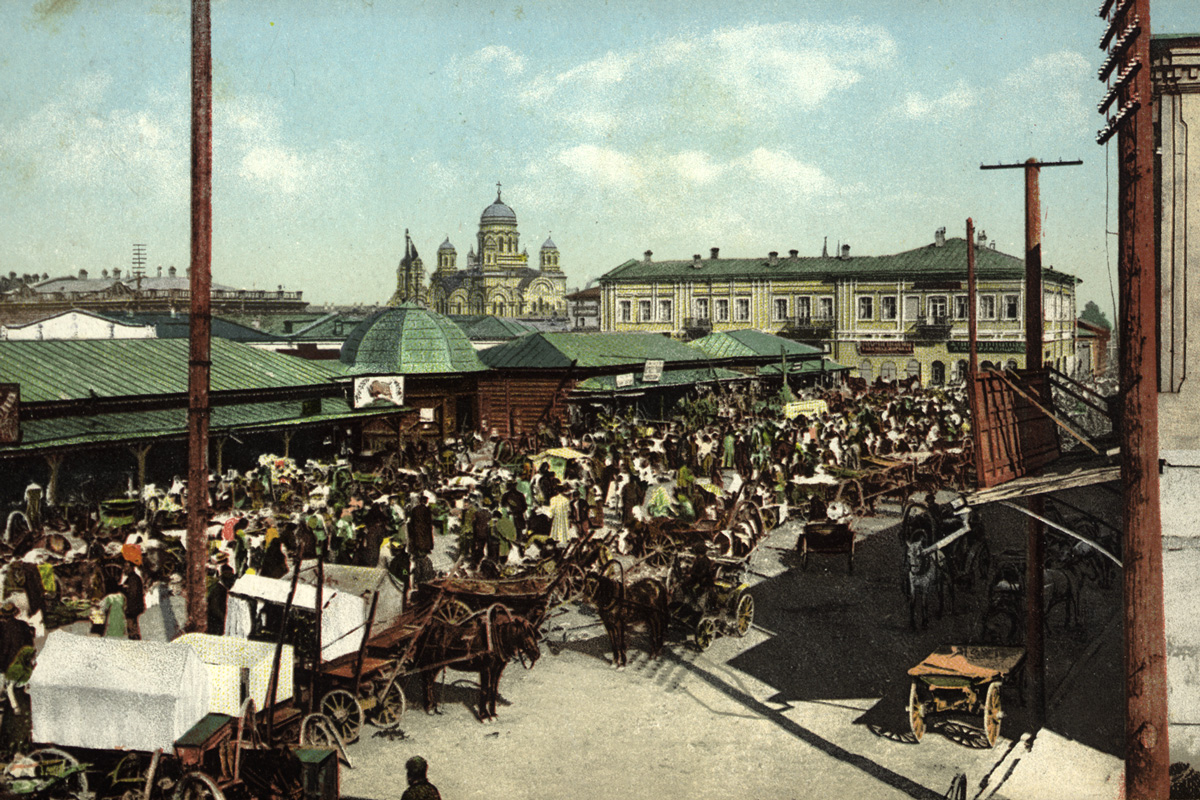
Handel in Irkutsk, Mitte des 19. Jahrhunderts

Der Sibirische Trakt war für die Besiedelung Sibiriens und die Erschließung seiner landwirtschaftlichen Potentiale und Rohstoffe von großer Bedeutung. Er war der erste neuzeitliche Fernverkehrsweg, der eine durchgängige West-Ost-Verbindung durch weite Teile Russlands ermöglichte. Seine Bedeutung als hauptsächliche Verkehrsachse Sibiriens nahm allerdings mit der Fertigstellung der Transsibirischen Eisenbahn (1905) ab.